# Zoe Zimmermann
Zoe Ann Zimmermann (* 16. Mai 2002 in Exeter, New Hampshire) ist eine US-amerikanische Skirennläuferin. Sie ist auf die technischen Disziplinen Slalom und Riesenslalom spezialisiert.

## Biografie
Zoe Zimmermann stammt aus Gilford, New Hampshire, und hat einen Bruder. Ihre Großeltern väterlicherseits, der Tiroler Egon Zimmermann und die Amerikanerin Penny Pitou, waren in den 1950er und 60er Jahren als Skirennläufer erfolgreich. Sie erlernte das Skifahren im Alter von zwei Jahren auf dem Gunstock Mountain nahe ihrer Heimatstadt und begann im Alter von fünf Jahren mit dem Rennsport. Nach der Waterville Valley Academy absolvierte sie die Burke Mountain Academy (Highschool) in Vermont und besucht mittlerweile das Dartmouth College.
Im Alter von 16 Jahren bestritt Zimmermann in Copper Mountain ihre ersten FIS-Rennen. Noch in derselben Saison debütierte sie im Nor-Am Cup und klassierte sich gleich mehrmals in den Punkterängen, darunter einmal auf Platz neun bei einem Parallelslalom. Nach weiteren guten Leistungen stand sie im März 2020 im US-Aufgebot für die Juniorenweltmeisterschaften in Narvik, kam dort aber nicht zum Einsatz. Ein Jahr später verpasste sie als Slalomsechste in Bansko die Medaillenränge nur um drei Zehntelsekunden. Bei zwei weiteren Teilnahmen an Juniorenweltmeisterschaften konnte sie dieses Einzelresultat nicht übertreffen, ihr bestes Ergebnis blieb ein vierter Platz mit der US-Mannschaft in Panorama. In der Saison 2021/22 belegte sie ihre ersten Nor-Am-Podestplätze und sicherte sich dank ihres ersten Sieges in Sugarloaf Rang drei in der Slalom-Disziplinenwertung. Im darauffolgenden Winter verbesserte sie sich dank weiterer Podiumsplatzierungen auf Rang zwei.
Zimmermann gab am 12. Januar 2021 im Nachtslalom von Flachau ihr Weltcup-Debüt. Im Dezember 2022 klassierte sie sich mit Rang 27 in Sestriere erstmals in den Punkterängen.

## Erfolge

### Weltcup
- 1 Platzierungen unter den besten 30

### Weltcupwertungen
| Saison  | Gesamt | Gesamt | Slalom | Slalom |
| Saison  | Platz  | Punkte | Platz  | Punkte |
| ------- | ------ | ------ | ------ | ------ |
| 2022/23 | 117.   | 4      | 51.    | 4      |

### Nor-Am Cup
- Saison 2021/22: 3. Slalomwertung
- Saison 2022/23: 10. Gesamtwertung, 2. Slalomwertung
- 7 Podestplätze, davon 1 Sieg:

| Datum         | Ort       | Land | Disziplin |
| ------------- | --------- | ---- | --------- |
| 28. März 2022 | Sugarloaf | USA  | Slalom    |

### Australia New Zealand Cup
- Saison 2022: 4. Gesamtwertung, 1. Slalomwertung
- 2 Podestplätze, davon 1 Sieg:

| Datum           | Ort          | Land       | Disziplin |
| --------------- | ------------ | ---------- | --------- |
| 23. August 2022 | Coronet Peak | Neuseeland | Slalom    |

### Juniorenweltmeisterschaften
- Bansko 2021: 6. Slalom
- Panorama 2022: 4. Mannschaftswettbewerb, 31. Riesenslalom
- St. Anton 2023: 11. Slalom, 15. Riesenslalom

### Weitere Erfolge
- 1 US-amerikanischer Vizemeistertitel (Slalom 2024)
- 5 Siege in FIS-Rennen